# Mazjejkava
Mazjejkava (vitryska: Мажэйкава, ryska: Можейково) är en agropolis i Belarus. Den ligger i den västra delen av landet, 170 km väster om huvudstaden Minsk. Mazjejkava ligger 141 meter över havet och antalet invånare är 500.

## Natur och klimat
Terrängen runt Mazjejkava är platt. Runt Mazjejkava är det ganska tätbefolkat, med 96 invånare per kvadratkilometer.. Närmaste större samhälle är Belahruda, 14,6 km nordost om Mazjejkava. 
Omgivningarna runt Mazjejkava är en mosaik av jordbruksmark och naturlig växtlighet.